# St. Barbara (Zweimen)

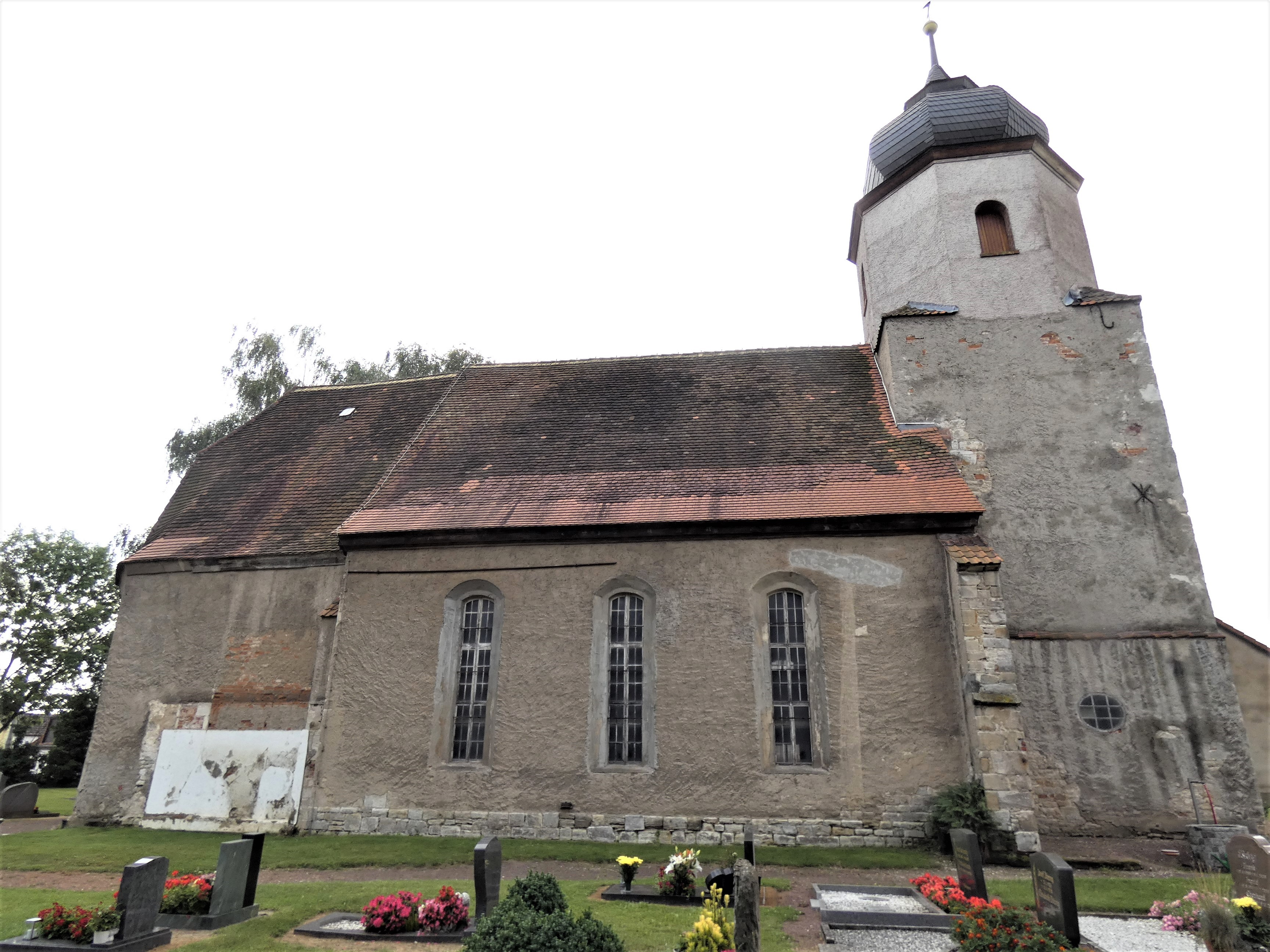
St. Barbara, Nordfassade

St. Barbara ist eine evangelische Kirche in Zweimen, einem Ortsteil von Leuna im Saalekreis in Sachsen-Anhalt. Sie gehört zur Kirchengemeinde Horburg-Zweimen im Pfarrbereich Wallendorf, Kirchenkreis Merseburg, der Evangelischen Kirche in Mitteldeutschland. Im örtlichen Denkmalverzeichnis ist sie unter der Erfassungsnummer 094 20538 als Baudenkmal verzeichnet.

## Geschichte

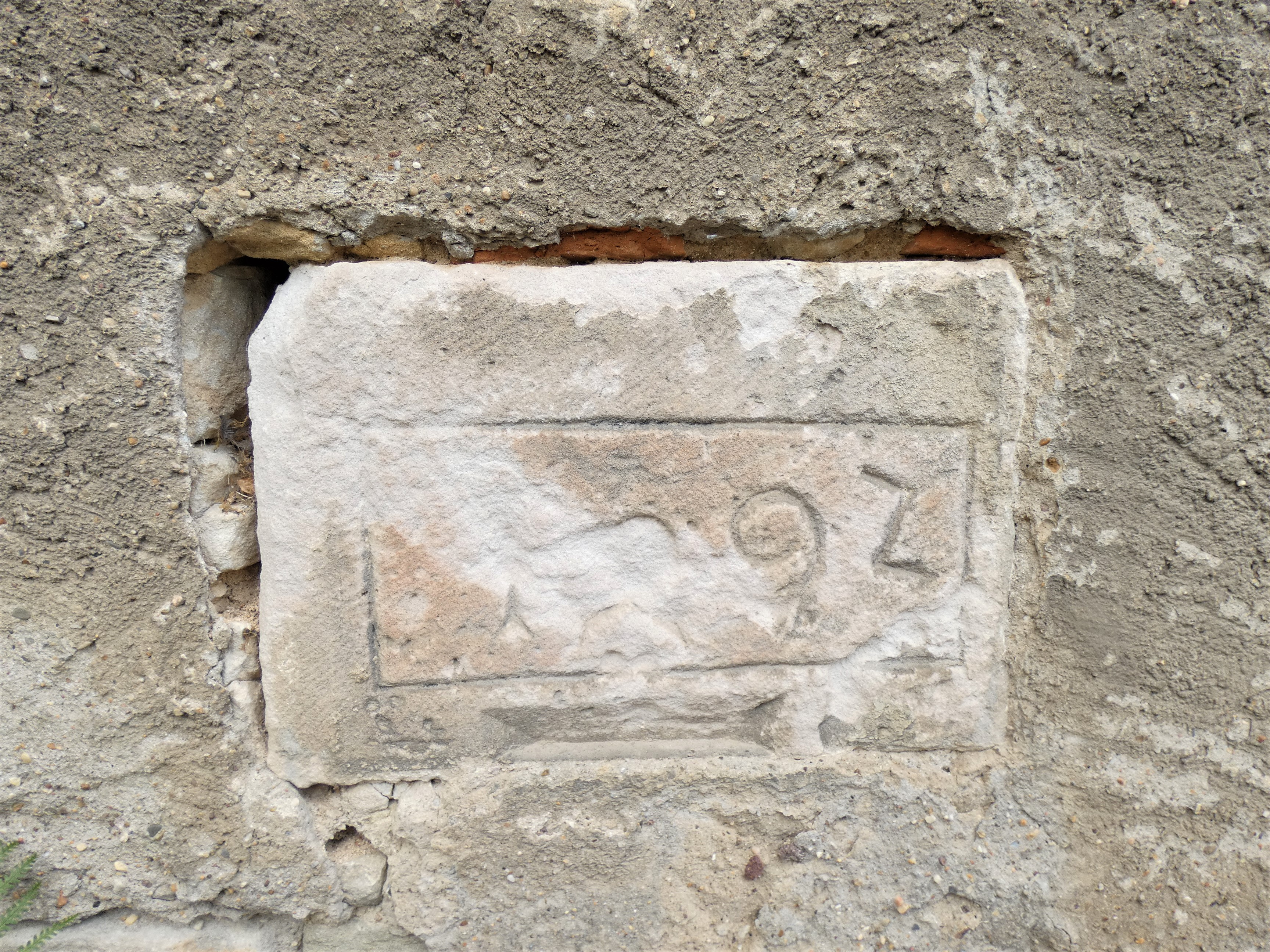
Datierung 1492 am Chor

Laut Inschrift an der Außenwand des Chores stammt die der Hl. Barbara geweihte Dorfkirche aus dem Jahre 1492; vermutlich sind Schiff und Westturm im Kern jedoch älter.
Ein Teil der Kirchenschätze wurde 1546 von Herzog Moritz für Kriegszwecke beschlagnahmt. Ab der zweiten Hälfte des 17. Jahrhunderts bis Anfang des 18. Jahrhunderts wurde die Kirche im Stil des Barock erheblich verändert und zu ihrer heutigen Größe erweitert. 1669 wurde eine erste Orgel angeschafft. Der Umbau des Turms mit achteckigem Aufsatz und zwiebelförmiger Haube wird für das Jahr 1706 dem Merseburger Baumeister Michael Hoppenhaupt zugeschrieben.
1892 wurde die Turmuhr installiert, die ein Geschenk Martha von Hohenthals zum 400-jährigen Jubiläum der Kirche war. Eine neue Orgel aus der Zörbiger Werkstatt von Wilhelm Rühlmann wurde im Jahr 1898 eingebaut.
Spätere Renovierungen erfolgten 1971. 1990 begann man mit umfangreicheren Sanierungsarbeiten, die auch den Turm betrafen. 2010 weihte man die gründlich überholte Orgel wieder ein. Im Jahre 2012 wurden die Gedenktafeln für die Opfer des Ersten Weltkriegs, die sich beidseitig vom Kircheneingang befinden, restauriert.

## Architektur und Ausstattung

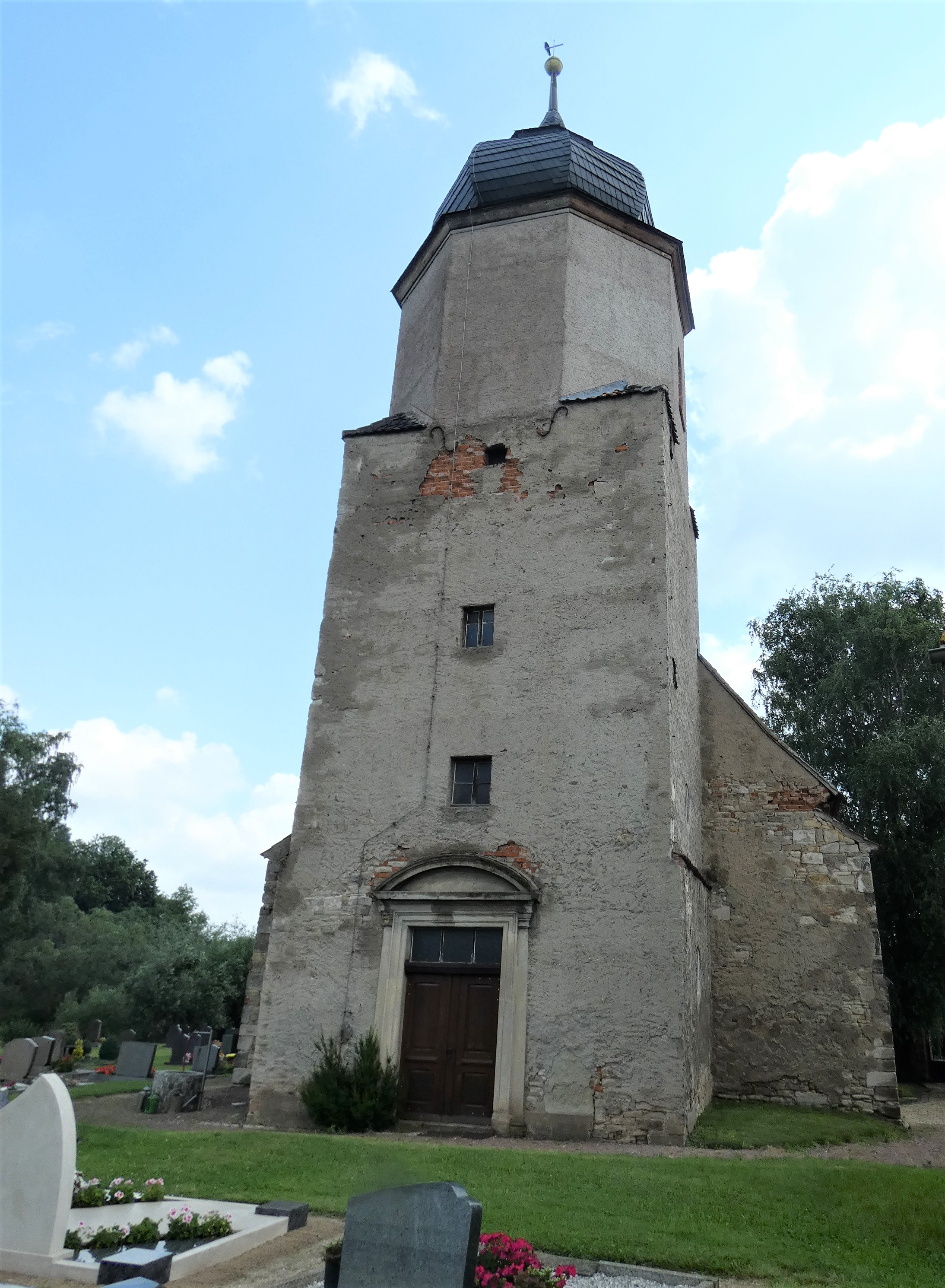
Turm von St. Barbara

Es handelt sich um eine barockisierte mittelalterliche Dorfkirche mit quadratischem Westturm und wenig eingezogenem Chor aus drei Seiten eines Achtecks. Die spitzbogigen Fenster am Chor enthielten ehemals Maßwerk.
Im Innern wird das Kirchenschiff von einer Holztonne überwölbt. Emporen mit Balusterbrüstungen befinden sich an der Nord- und Südseite; eine barocke Empore im Turmbogen, darüber die Orgelempore. Ein reich geschnitzter dreigeschossiger Kanzelaltar mit Palmsäulen und Akanthuswangen stammt aus dem Anfang des 18. Jahrhunderts, der Altaraufsatz und die nicht dazugehörige Kanzel jedoch schon aus der ersten Hälfte des 17. Jahrhunderts.
Ein bemerkenswertes Gemälde der Kreuzigung aus dem 17. Jahrhundert befindet sich im Altaraufsatz. Weitere Gemälde stellen das Abendmahl, die Auferstehung Christi  sowie die Propheten Jesaja, Daniel, Hesekiel und Jeremia dar. Zu erwähnen ist auch ein spätgotisches hölzernes Relief der Hl. Barbara mit Turm aus der Zeit um 1520.
Die qualitätvollen Kniebänke und der geschnitzte Taufständer stammen aus dem zweiten Viertel des 18. Jahrhunderts.
Mehrere barocke Grabsteine der Familie Stoesser von Lilienfeld aus den Jahren 1700, 1703 und 1722 sind in der Kirche aufgestellt. Der Jurist und Vizekanzler des Fürstentums Magdeburg Gottfried Stößer von Lilienfeld (1635–1703) war Gutsherr auf Dölkau und Zweimen.